# Galaksija
Galaksíja (redkeje osvétje  ali megleníca) je velikansko, gravitacijsko vezano nebesno telo, sestavljeno iz zvezd, plinov, medzvezdne snovi in »temne snovi«. Zvezde, plini in medzvezdni prah sestavljajo okoli 10 do 20 % mase galaksije. Galaksije drži skupaj gravitacijski privlak in telesa krožijo okoli njenega skupnega središča - jedra. Galaksije se »razvijejo« iz protogalaksij.
Galaksije so lahko pritlikave do deset milijonov (107) zvezd ali velikanske do bilijona (1012) zvezd. Galaksije lahko vsebujejo tudi več večkratnih zvezdnih sistemov, zvezdnih kopic in različne medzvezdne oblake. V opazljivem vesolju je verjetno več kot 100 (350) milijard (1011) galaksij in 7 bilijonov (7 · 1012) pritlikavih galaksij. Premeri večine galaksij so 1000 do 100.000 parsekov, galaksije pa so med seboj oddaljene milijon parsekov - megaparsekov. Medgalaktični prostor je napolnjen z redkim plinom s povprečno gostoto manj kot en atom na kubični meter. Večina galaksij je združenih v jate, ki še naprej lahko tvorijo nadjate. Ti večji sestavi so v splošnem urejeni v plahte in vlakna, ki obkrožajo ogromne vesoljske praznine.
Temna snov verjetno sestavlja približno 90 % celotne mase večine galaksij. Narave te snovi še ne poznamo dobro. Opazovalni podatki nakazujejo, da v jedrih nekaterih ali celo vseh galaksij ležijo supermasivne črne luknje. Verjetno so glavni vzrok za aktivna galaktična jedra, ki so jih našli v sredici nekaterih galaksij. Tudi naša Galaksija v svojem jedru gosti vsaj eno takšno telo.

## Etimologija
Beseda galaksija izhaja iz starogrškega imena naše Galaksije, (imenovane tudi Mlečna cesta), kjer beseda gala, galactos pomeni mleko. Zevs je položil svojega sina Herakleja na Herine prsi, medtem ko je spala, da bi lahko dete pilo njeno božansko mleko in postalo nesmrtno. Hera se je med dojenjem zbudila in spoznala, da hrani neznanega otroka. Odrinila ga je, njeno mleko pa se je v curku razpršilo po nočnem nebu in nastal je medel svetlobni pas, znan kot Mlečna cesta.
Naša Galaksija je pisana z veliko, da se loči od milijard drugih galaksij. Izraz Rimska cesta se je v angleščini prvič pojavil v Chaucerjevi pesmi iz leta 1380. Ko je William Herschel izdelal svoj katalog teles globokega neba, je za nekatera telesa, kot je M31, uporabljal besedo »spiralna meglica«. Te meglice so se kasneje, ko so določili njihovo pravo oddaljenost, izkazale za ogromne skupke zvezd. Sprva so jih preimenovali v »otoška vesolja«. Ker beseda vesolje pomeni celoto obstoja, so izraz opustili in za ta telesa začeli uporabljati izraz galaksija.

## Zgodovina opazovanja in raziskovanja
Leta 1610 je Galilei s pomočjo svojega daljnogleda opazoval svetel pas na nočnem nebu, znan kot Rimska cesta. Ugotovil je, da je sestavljen iz ogromnega števila šibkih zvezd. 
Kant je leta 1755 v razpravi, ki je temeljila na Wrightovem zgodnejšem delu iz leta 1750, (pravilno) razmišljal, da bi lahko bila galaksija vrteče se telo z velikim številom zvezd, ki jih držijo skupaj gravitacijske sile, podobne silam v Osončju, vendar veliko večjih jakosti. Takšen kolut zvezd bi od znotraj videli kot pas na nebu. Kant je domneval tudi, da bi lahko bile nekatere vidne meglice samostojne galaksije. Wright in Kant sta sklepala, da leži Sonce v središču takšnega zvezdnega sistema z obliko okrogle plošče.
Proti koncu 18. stoletja je Messier izdelal katalog, ki je vseboval 109 najsvetlejših meglic. Kasneje je William Herschel izdelal podoben katalog s 5000 meglicami. Leta 1845 je lord Rosse izdelal nov daljnogled, s katerim je bil sposoben ločevati eliptične in spiralne meglice. V nekaterih meglicah je, zahvaljujoč Kantovi domnevi, prepoznal tudi posamezne točkovne izvore. Vseeno pa v splošnem meglic niso sprejeli kot posameznih galaksij, dokler tega vprašanja s pomočjo novega daljnogleda v zgodnjih 1920. ni razrešil Hubble. 
Curtis je leta 1917 opazoval supernovo S Andromede (SN 1885A, prvo odkrito supernovo zunaj naše Galaksije) in Andromedino galaksijo M31. Pri opazovanju je odkril 11 novih nov. Opazil je, da so bile te nove v povprečju za 10 navideznih magnitud temnejše od nov znotraj naše Galaksije. Na ta način je lahko ocenil razdaljo na 150.000 parsekov. Močno je zagovarjal domnevo »otoških vesolij«, ki je trdila da so spiralne meglice dejansko neodvisne galaksije.
V letu 1920 se je med Shapleyjem in Curtisom vnela velika debata o naravi naše Galaksije, spiralnih meglic in razmerah Vesolja. Curtis je v prid svoji trditvi da je bila M31 samostojna galaksija, poudaril obstoj temnih črt, ki spominjajo na oblake prahu v naši Galaksiji kot tudi precejšen Dopplerjev premik.
Spor je razrešil Hubble. Lahko je razločil zunanje dele nekaterih spiralnih meglic na množice posameznih zvezd in razpoznal nekatere kefeidne spremenljivke, ter z njimi ocenil razdalje do meglic. Bile so precej dlje, da bi ležale znotraj naše Galaksije. 
Prvi je poskušal opisati obliko Rimske ceste in lego Sonca v njej William Herschel leta 1783 s skrbnim opazovanjem in preštevanjem velikega števila zvezd v različnih predelih neba. Iz oblike ozvezdja Herkul je potrdil gibanje Osončja v smeri proti Herkulu. Z izpopolnjenim postopkom je Kepteyn leta 1920 prišel do podobe majhne eliptične galaksije (s premerom okoli 15 kpc) s Soncem blizu središča. Shapley je z različnim postopkom na podlagi katalogiziranja zvezdnih kopic odkril popolnoma drugačno obliko. Sploščen disk s premerom okoli 70 kpc, kjer je Sonce stran od središča. Oba astronoma s tema postopkoma nista mogla upoštevati absorpcije svetlobe v medzvezdnem prahu, ki se nahaja v galaktični ravnini. To je uspelo leta 1930 Trumplerju s proučevanjem razsutih kopic in na ta način se je pokazala danes znana oblika naše Galaksije.
Van de Hulst je leta 1944 napovedal mikrovalovno sevanje z valovno dolžino 21 cm, ki izhaja od medzvezdnih atomov vodikovega plina. To sevanje so opazovali leta 1951. S tem sevanjem so lahko še natančneje raziskovali obliko Galaksije, ker nanj ne vpliva absorpcija prahu. Z njegovim Dopplerjevim pomikom so lahko odkrili gibanje plina v Galaksiji. Ta opazovanja so vodila do predpostavke, da v središču naše Galaksije obstaja vrteč sestavni del, valjaste oblike, podoben ročki. Z izboljšanimi radijskimi daljnogledi lahko zaznajo vodikov plin tudi v drugih galaksijah. 
V 1970. so v pionirskem delu Rubinove o vrtilnih hitrostih plina v galaksijah spoznali, da skupna vidna masa galaksij (zvezd in plinov) natančno ne odgovarja hitrosti vrtečega plina, kar je vodilo do domneve o temni snovi.
V začetku 1990. je Hubblov vesoljski daljnogled prinesel še izboljšana opazovanja. Med drugim so z njegovo pomočjo spoznali, da manjkajoča temna snov v naši Galaksiji ne more vsebovati izključno šibkih in malih zvezd. Poleg tega so z daljnogledom z zelo dolgimi osvetlitvami pokazali na obstoj približno stopetindvajset milijard galaksij v samem opazljivem vesolju. Izboljšana tehnologija opazovanja v za človeka nevidnih delih spektra elektromagnetnega valovanja je omogočila odkritje tudi galaksij, ki jih vesoljski daljnogled ni zaznal. Še posebej so odkrili nove galaksije na področju, ki ga zastira naša Galaksija
Leta 2004 je postala Galaksija Abell 1835 IR1916 najbolj oddaljena galaksija, kar so jo kdaj videli ljudje.

## Tipi in morfologija galaksij
Galaksije so treh tipov: eliptične, spiralne in nepravilne. Galaksije je razvrstil v prvo uporabno obliko Hubble leta 1936. Njegovo razvrstitev galaksij uporabljamo še danes. Ker njegova razvrstitev v celoti temelji na vizualnem izgledu, ne upošteva drugih pomembnih lastnosti galaksij kot je stopnja nastanka zvezd (galaksije z zvezdnimi izbruhi) ali dejavnost v jedru (aktivne galaksije). Naša Galaksija je po vsej verjetnosti velika spiralna galaksija s prečko s premerom 30 kiloparsekov, oziroma 100.000 svetlobnih let. Vsebuje okoli 300 milijard zvezd, njena skupna masa je okoli trilijon Sončevih mas.
V spiralni galaksiji ima spiralni krak obliko logaritemske spirale. Ta oblika teoretično izhaja iz motenj enakomerno krožeče mase zvezd.
Kakor zvezde tudi spiralni kraki krožijo okoli središča, vendar s konstantno kotno hitrostjo. To pomeni, da zvezde prehajajo iz enega kraka v drug krak. Spiralni kraki so  verjetno območja velike gostote. Ko se zvezde premikajo proti kraku, upočasnjujejo, in tako tvorijo večjo gostoto. To je podobno »valu« zmanjševanja hitrosti na avtocesti, polni avtomobilov. Krake vidimo, ker večja gostota omogoča tvorbo zvezd in v njih zaradi tega leži veliko svetlih in mladih zvezd.

## Sestave večjih razmer
Prostor med galaksijami je relativno prazen, razen v oblakih medzvezdnega plina.
Obstaja le nekaj prostih galaksij. Večina galaksij je gravitacijsko vezanih na številne druge galaksije. Večje sestave, ki vsebujejo do okoli 50 galaksij, so skupine galaksij. Še večje sestave, ki vsebujejo več tisoč galaksij na območju, širokem nekaj megaparsekov, so jate galaksij. Nadjate ali superjate so velikanske sestave, ki vsebujejo na desetine ali na tisoče galaksij, znotraj jat, skupin ali včasih posameznih, če je Vesolje enakomerno v tako velikih razmerjih.

Naša Galaksija je članica Krajevne skupine in je poleg Andromedine galaksije največja v njej. Vsega skupaj Krajevno skupino sestavlja okoli 30 galaksij v prostoru, velikem 1 megaparsek, od tega je 14 pritlikavih. Krajevna skupina je članica Krajevne nadjate, ki se imenuje tudi Nadjata Device.